# Eenmaal Oranje
Eenmaal Oranje is een studioalbum uit 2012 van Meindert Talma en gelegenheidsband De Rode Kaarten.

## Beschrijving
Eenmaal Oranje is de soundtrack bij het gelijknamige boek van Remko den Boef en Karel Smouter en werd in februari 2012 opgenomen in de voetbalkantine van VV Helpman. Het bestaat uit tien nummers over voetballers die één interlandwedstrijd voor het Nederlands elftal hebben gespeeld en een nummer over recordinternational Edwin van der Sar.

## Tracklist
| Nummer | Titel                              | Voetballer                |
| ------ | ---------------------------------- | ------------------------- |
| 1.     | Koning van de kluts                | André Hoekstra            |
| 2.     | Wereldkampioen                     | Bert van Marwijk          |
| 3.     | Een vrouw van 39                   | Edwin van der Sar         |
| 4.     | Ik maak geen fout                  | Theo Snelders             |
| 5.     | Wilhelmus                          | Barry van Galen           |
| 6.     | Marokko of Nederland               | Otman Bakkal              |
| 7.     | Voetballers met baarden en snorren | Romeo Zondervan           |
| 8.     | Noemt u mijn naam maar niet        | De anonieme international |
| 9.     | 1000 stukken                       | Marcel Peeper             |
| 10.    | Uit liefde voor Lena               | Chris Walder              |
| 11.    | Oekie Hoekema                      | Oeki Hoekema              |

"Noemt u mijn naam maar niet" gaat over een international die eigenlijk niet zo van voetbal hield. Hij blijft liever anoniem omdat dit, zo zegt het refrein, "zo ondankbaar overkomt".
Oeki Hoekema is op het album foutief gespeld als "Oekie Hoekema".

## Muzikanten

#### De Rode Kaarten
- Meindert Talma - zang, piano, orgel, wurlitzer, synthesizer, kerkorgel
- Laurens van der Meulen - gitaar, koorzang
- Henk Veenstra - basgitaar, koorzang
- Corneel Canters - drums, grote trom, koorzang
- Irene Wiersma - zang
- Jolien Middelweerd - zang

#### Aanvullende muzikanten
- Fokke J. van der Veen - gitaar, koorzang
- Andries H. van der Veld - gitaar, koorzang
- Jan Dekker - trompet
- Job van Gorkum - tuba
- Laurens M. Palsgraaf - bugel en hoorn
- Lotte Pen - saxofoon
- Pim van de Werken - banjo en strings